# Ugrá
Ugrá (ruso: Угра́) es un asentamiento rural y pueblo (seló) de Rusia, capital del raión homónimo en la óblast de Smolensk.
En 2021, el territorio del asentamiento tenía una población de 3927 habitantes, de los cuales unos tres mil quinientos vivían en el pueblo de Ugrá y el resto repartidos en 28 pedanías.
En 1928 se abrió aquí una estación de ferrocarril en la línea de Viazma a Briansk. El pueblo fue fundado en 1929 como poblado ferroviario de esa estación. Entre 1966 y 2013 fue considerado un asentamiento de tipo urbano.
Se ubica unos 40 km al sur de Viazma, a orillas del río Ugrá.

## Clima
| Parámetros climáticos promedio de Ugrá | Parámetros climáticos promedio de Ugrá | Parámetros climáticos promedio de Ugrá | Parámetros climáticos promedio de Ugrá | Parámetros climáticos promedio de Ugrá | Parámetros climáticos promedio de Ugrá | Parámetros climáticos promedio de Ugrá | Parámetros climáticos promedio de Ugrá | Parámetros climáticos promedio de Ugrá | Parámetros climáticos promedio de Ugrá | Parámetros climáticos promedio de Ugrá | Parámetros climáticos promedio de Ugrá | Parámetros climáticos promedio de Ugrá | Parámetros climáticos promedio de Ugrá |
| Mes                                    | Ene.                                   | Feb.                                   | Mar.                                   | Abr.                                   | May.                                   | Jun.                                   | Jul.                                   | Ago.                                   | Sep.                                   | Oct.                                   | Nov.                                   | Dic.                                   | Anual                                  |
| -------------------------------------- | -------------------------------------- | -------------------------------------- | -------------------------------------- | -------------------------------------- | -------------------------------------- | -------------------------------------- | -------------------------------------- | -------------------------------------- | -------------------------------------- | -------------------------------------- | -------------------------------------- | -------------------------------------- | -------------------------------------- |
| Temp. máx. media (°C)                  | -5                                     | -4.2                                   | 1.4                                    | 10.7                                   | 17.4                                   | 20.4                                   | 23.1                                   | 21.6                                   | 15.8                                   | 8.5                                    | 2                                      | -2.1                                   | 9.1                                    |
| Temp. media (°C)                       | -7                                     | -6.6                                   | -1.8                                   | 6.3                                    | 13.1                                   | 16.6                                   | 19.3                                   | 17.7                                   | 12.3                                   | 5.9                                    | 0.2                                    | -3.9                                   | 6                                      |
| Temp. mín. media (°C)                  | -9.3                                   | -9.5                                   | -5.4                                   | 1.2                                    | 7.8                                    | 11.8                                   | 14.8                                   | 13.4                                   | 8.5                                    | 3.2                                    | -1.7                                   | -5.9                                   | 2.4                                    |
| Precipitación total (mm)               | 48                                     | 42                                     | 43                                     | 46                                     | 76                                     | 78                                     | 93                                     | 78                                     | 63                                     | 64                                     | 53                                     | 49                                     | 733                                    |
| Fuente:                                |                                        |                                        |                                        |                                        |                                        |                                        |                                        |                                        |                                        |                                        |                                        |                                        |                                        |